# Denny Hulme
Denis Clive "Denny" Hulme (Motueka, Új-Zéland, 1936. június 18. – Bathurst, Új-Dél-Wales, Ausztrália, 1992. október 4.) új-zélandi autóversenyző, Formula–1-es pilóta, az 1967-es Formula–1-es évad világbajnoka a Brabham csapattal. Ő az egyetlen új-zélandi Formula–1-es világbajnok.

## Pályafutása

### Fiatalkora
1936. június 18-án született. Apja, Clive, kisfarmer volt, tejgazdasággal, saját földdel, amelyen dohányt is termesztett. Clive Hulme a második világháború idején belépett a hadseregbe, hőstetteiért Viktória Kereszttel tüntették ki, mielőtt 1941-ben rokkantan visszatért Új-Zélandba. Dennyt diákként leginkább az úszás érdekelte. Gyakran foglalkozott a háború után fuvarozó vállalkozásba kezdett édesapja teherautóival.

### Formula–1

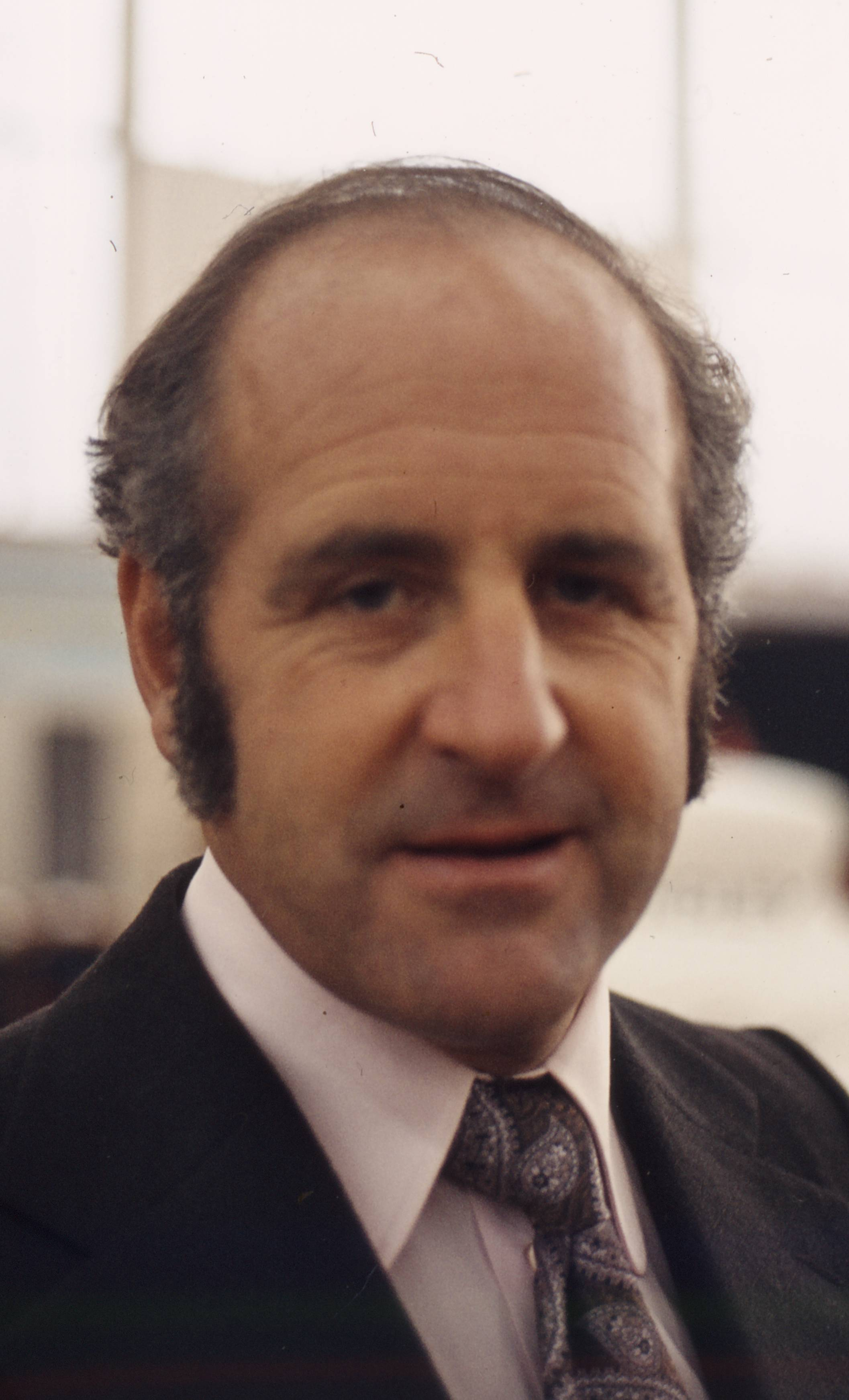
Denny Hulme 1973-ban

Hulme Jack Brabhammel a Formula–2-ben versenyzett, az 1966-os szezonban 28 ponttal mögötte, a második helyen végzett. Összesen 12 versenyen vett részt ebben a szériában, melyből kettőt megnyert, hat versenyen pedig második lett. Részt vett az 500-kilométeres Nürburgringi versenyen is 1964-ben. Emellett részt vett Can-Am versenyeken is. A sorozatban kétszer lett bajnok a McLaren csapattal.
Hulme Formula–1-es karrierje 1965-ben kezdődött a Brabham csapattal. Csapattársa az alapító Brabham volt, aki 1966-ban világbajnok lett saját csapatával. Hulme a negyedik helyen végzett. 1967-ben első lett, míg csapattársa második lett. Ez évben szerezte első futamgyőzelmét is. A következő évre a McLaren csapathoz szegődött, ahol pályafutása befejezésééig, 1974-ig maradt. 1968-ban bár két győzelmet is szerzett, a bajnokságban csak a harmadik lett. Ezután rosszabb évek következtek számára. 1972-ben ismét harmadik tudott lenni a bajnokságban. Utolsó győzelmét az 1974-es dél-afrikai nagydíjon szerezte.
Összesen 112 versenyen vett részt, melyből nyolcat nyert meg. Az 1980-as években versenyzői karrierjét Túraautó-bajnokságoknál folytatta. 1992. október 4-én egy túraautóversenyen szívinfarktust kapott, melybe belehalt.

## Eredményei

### Teljes Formula–1-es eredménysorozata
(Táblázat értelmezése)

(Félkövér: pole-pozícióból indult; dőlt: leggyorsabb kört futott) 

| Év   | Csapat  | 1      | 2      | 3      | 4      | 5      | 6      | 7      | 8      | 9      | 10     | 11     | 12     | 13     | 14     | 15     | Helyezés | Pont |
| ---- | ------- | ------ | ------ | ------ | ------ | ------ | ------ | ------ | ------ | ------ | ------ | ------ | ------ | ------ | ------ | ------ | -------- | ---- |
| 1965 | Brabham | RSA    | MON 8  | BEL    | FRA 4  | GBR Ki | NED 5  | GER Ki | ITA Ki | USA    | MEX    |        |        |        |        |        | 11.      | 5    |
| 1966 | Brabham | MON Ki | BEL Ki | FRA 3  | GBR 2  | NED Ki | GER Ki | ITA 3  | USA Ki | MEX 3  |        |        |        |        |        |        | 4.       | 18   |
| 1967 | Brabham | RSA 4  | MON 1  | NED 3  | BEL Ki | FRA 2  | GBR 2  | GER 1  | CAN 2  | ITA Ki | USA 3  | MEX 3  |        |        |        |        | 1.       | 55   |
| 1968 | McLaren | RSA 5  | ESP 2  | MON 5  | BEL Ki | NED Ki | FRA 5  | GBR 4  | GER 7  | ITA 1  | CAN 1  | USA Ki | MEX Ki |        |        |        | 3.       | 33   |
| 1969 | McLaren | RSA 3  | ESP 4  | MON 6  | NED 4  | FRA 10 | GBR Ki | GER Ki | ITA 7  | CAN Ki | USA Ki | MEX 1  |        |        |        |        | 6.       | 20   |
| 1970 | McLaren | RSA 2  | ESP Ki | MON 4  | BEL    | NED    | FRA 4  | GBR 3  | GER 3  | AUT Ki | ITA 4  | CAN Ki | USA 7  | MEX 3  |        |        | 4.       | 27   |
| 1971 | McLaren | RSA 6  | ESP 5  | MON 4  | NED 12 | FRA Ki | GBR Ki | GER Ki | AUT Ki | ITA    | CAN 4  | USA Ki |        |        |        |        | 13.      | 9    |
| 1972 | McLaren | ARG 2  | RSA 1  | ESP Ki | MON 15 | BEL 3  | FRA 7  | GBR 5  | GER Ki | AUT 2  | ITA 3  | CAN 3  | USA 3  |        |        |        | 3.       | 39   |
| 1973 | McLaren | ARG 5  | BRA 3  | RSA 5  | ESP 6  | BEL 7  | MON 6  | SWE 1  | FRA 8  | GBR 3  | NED Ki | GER 12 | AUT 8  | ITA 15 | CAN 12 | USA 4  | 6.       | 26   |
| 1974 | McLaren | ARG 1  | BRA 12 | RSA 9  | ESP 6  | BEL 6  | MON Ki | SWE Ki | NED Ki | FRA 6  | GBR 7  | GER Ki | AUT 2  | ITA 6  | CAN 6  | USA Ki | 7.       | 20   |